# Albert Michael Koeniger
Albert Michael Koeniger (* 23. Februar 1874 in Lauingen; † 29. August 1950 in Augsburg) war ein deutscher Kirchenhistoriker und Kanonist.

## Werdegang
Nach erfolgtem Theologiestudium in München wurde er im Jahr 1899 zum Priester geweiht. Nach zweijähriger Tätigkeit als Seelsorger studierte er ab 1901 Kirchengeschichte und Kirchenrechtsgeschichte in München, Wien und Würzburg. Im Jahr 1904 wurde Koeniger zum Doktor der Theologie promoviert, 1907 erfolgte die Habilitation in Kirchengeschichte. Im Jahr 1911 wurde er zum außerordentlichen Professor nach Bamberg berufen, 1918 folgte die ordentliche Professur am Lyceum Hosianum in Braunsberg, und 1919 bis zu seiner Emeritierung im Jahr 1938 war er persönlicher Ordinarius für Kirchenrecht und Kirchengeschichte an der Katholisch-Theologischen Fakultät der Rheinischen Friedrich-Wilhelms-Universität Bonn. Seit 1929 stand er in Spannungen zur Fakultät, nahm seit Februar 1933 nicht mehr an den Fakultätssitzungen teil und trat im November 1933 als einziges Fakultätsmitglied dem NS-Lehrerbund bei. Seine Forschungstätigkeiten waren Kirchliche Rechtsgeschichte unter Beachtung der Rechtssymbolik und die systematische Erfassung des Kirchen- und Konkordatsrechts.
Im Jahr 1930 habilitierte sich Hans Barion bei ihm, den er 1938 der Bonner Fakultät erfolgreich als seinen Nachfolger empfahl. 
Koeniger war seit 1920 Mitglied im Akademisch-Wissenschaftlichen Verein Renaissance zu Bonn (später KDB Rheno-Guestphalia zu Bonn im RKDB). Zudem war er Ehrenmitglied der KDStV Ripuaria Bonn und der KDStV Staufia Bonn.

## Schriften (Auswahl)
- Die Eheprozeßordnung für die Diözesangerichte, 1937 (KStuT 11)
- Die Erneuerung des Sendgerichts in der Diözese Fulda 1835, 1938 (KStuT 15)
- Die Militärseelsorge der Karolingerzeit : ihr Recht und ihre Praxis / von Albert Michael Koeniger, München, Lentner, 1918. - 78 S. (dt.)
- Veröffentlichungen aus dem Kirchenhistorischen Seminar München : 4. Reihe ; Nr. 7)
- Besprechung von: Franz Gescher: Der kölnische Dekanat und Archidiakonat in ihrer Entstehung und ersten Entwicklung. Ein Beitrag zur Verfassungsgeschichte der deutschen Kirche im Mittelalter. (= Kirchenrechtliche Abhandlungen. Hrsg. von Ulrich Stutz, Band 95). Stuttgart 1919 (zugleich Theologische Dissertation Freiburg 1919). In: Zeitschrift für Rechtsgeschichte 42 Kanonistische Abteilung. Band 11, 1921, S. 459–476.